# Dríopes
Dríopes (en griego antiguo: Δρύοπες) fue una tribu de la Antigua Grecia. La mitología griega los señala como hijos del dios Apolo aunque hay leyendas que dicen que son descendientes del río Esperqueo y de la hija de Dánao, Polidora. Según Heródoto, habían vivido en un lugar llamado Driópide o Driopis (Δρυοπίς), territorio comprendido entre Mélide y Fócide, enclavado en la región de Dórida. Fueron expulsados por los melieos (y supuestamente por Heracles). Algunos de ellos se refugiaron en Hermíone. Otros se establecieron en Estira (en la isla de Eubea), Citnos, y Ásine en Mesenia. Más tarde, Tucídides identifica a Caristo como dríope, pero a la cercana Estira como jonia. Sin embargo, Heródoto considera a Citnos y Estira como dríopes, y no dice nada sobre Caristo.